# دنیاگیری کووید-۱۹ در اسلواکی
دنیاگیری کووید-۱۹ در اسلواکی بخشی از دنیاگیری بیماری کروناویروس ۲۰۱۹ در جهان است. اولین مورد تأیید شده در اسلواکی در ۶ مارس ۲۰۲۰ در روستا کوستولیشته اعلام شد.